# NGC 3957
NGC 3957 is een spiraalvormig sterrenstelsel in het sterrenbeeld Beker. Het hemelobject werd op 7 februari 1785 ontdekt door de Duits-Britse astronoom William Herschel.

## Synoniemen
- IC 2965
- ESO 572-14
- MCG -3-30-17
- IRAS11515-1917
- PGC 37326